# بونرجس دی سوزا ماسا
بونرجس دی سوزا ماسا (به انگلیسی: Boanerges de Souza Massa) یک پزشک برزیلی بود که در دوران دیکتاتوری نظامی برزیل به جنبش مقاومت پیوست. او یک جراح میدانی در جنبش آزادیبخش ملی به رهبری و بنیانگذاری کارلوس ماریگلا بود. هنگامی که پلیس ماریگلا را از بین برد. بونجرس برای ادامه مبارزه و پیوستن به جنگ چریکی به کوبا رفت. او جنبش آزادیبخش خلق را در کوبا بنیانگذاری کرد. در ۱۹۷۱ وی توسط پلیس در پیندوراما دستگیر و بلافاصله ناپدید شد. ۲۵ سال بعد دولت برزیل به‌طور رسمی مسئولیت خود را در قتل بونرجس تأیید کرد.

## زندگی‌نامه
بونرجس دی سوزا ماسا در ۷ ژانویه سال ۱۹۳۸ در آواره، سائو پائولو، در خانواده فرانسیسکو دی سوزا ماسا و لورا آلوز ماسا به دنیا آمد. وی در ۹ ژانویه ۱۹۶۹ با ماریا لوسیا سانتآنا سعدی کربگ در سائو پائولو برزیل ازدواج کرد. اما در دهه ۱۹۸۰ پس از اینکه شوهر ماریا قریب به یک دهه ناپدید شد. وی به‌طور قانونی از وی طلاق گرفت. در دهه ۱۹۹۰، مقامات برزیل به دلیل دو دهه ناپدید شدن اجباری بونرجس که در بازداشت حکومت بود، به برادرش ۱۰۰۰۰ رئال برزیل غرامت پرداخت کردند.

## نوجوانی و تحصیلات
بونرجس دی سوزا ماسا در یک منطقه روستایی در برزیل به دنیا آمد و برای تأمین هزینه تحصیلات خود به عنوان معلم و حسابدار به کار پرداخت. بونجرس در دسامبر ۱۹۶۵ از دبیرستان فارغ‌التحصیل شد و به دانشگاه رفت و در دانشکده پزشکی و دانشکده حقوق دانشگاه سائو پائولو پذیرفته شد. وی در بیمارستان دانشکده‌های کلینیک پزشکی دانشکده پزشکی سائوپائولو کارآموزی کرد. بونجرس همچنین مؤلف مقاله علمی پژوهشی منتشر شده در مورد تب شالیزار است.
در ژوئیه سال ۱۹۶۲، بونرجس به همراه هیئت اتحاد برای پیشرفت به منظور گفتگو با جان اف. کندی رئیس‌جمهور ایالات متحده آمریکا به زمین چمن کاخ سفید دعوت شد. یک روزنامه‌نگار از این دیدار گزارش داد: «دانش آموز آواری برزیلی با تکان دادن انگشت خود، از رئیس‌جمهور ایالات متحده در مورد دخالت این کشور در کشورهای فقیر سؤال کرد.»
بونجرس در ۱۹۶۵ به عنوان سخنران آغاز کلاس‌ها در دانشکده پزشکی منصوب شد.

## پزشک جنبش آزادیبخش ملی
بونرجس دی سوزا ماسا بعد از سالیان حرفه پزشکی به عنوان پزشک جذب گروه شبهه نظامی جنبش آزادیبخش ملی شد. او در ۸ مه ۱۹۶۹ هنگامی که در سرقت یک بانک با این گروه همراه بود و یک پلیس را به قتل رساندند، تاکائو آمانو یکی از اعضای آنها، زخمی شد که بونجرس به مراقبت‌های پزشکی فوری از وی پرداخت و گلوله را از بدنش خارج کرد.

## ناپدید شدن
سرنوشت بونرجس براساس گزارش کمیسیون ویژه مرگ و ناپدید شدگان سیاسی نوشته است،
«در میان تمام ناپدیدشده‌ها سیاسی برزیل، پرونده بونرجس دی سوزا ماسا از جمله پرونده‌هایی است که که با تردیدها، رازها و جنجالها احاطه شده است»
وی توسط سایر زندانیان سیاسی در زندان دیده شده بود، اما دستگیری وی هیچگاه به‌طور رسمی توسط ارگانهای امنیتی رژیم نظامی تأیید نشده است. تا اواخر سال ۱۹۹۵، نام او در فهرست رسمی فعالان سیاسی مرده یا مفقود شده قرار نداشت. یک سند فاش نشده ارتش می‌گوید وی به لحاظ جسمی دچار اختلال شده بود بطوریکه شناسایی او دشوار بود.
به دنبال اینکه در تاریخ ۲۱ ژوئن ۱۹۷۲ اثبات شد بونرجس زندانی بوده است، دولت برزیل رسماً مسئولیت ناپدید شدن وی را در ۵ سپتامبر ۱۹۹۷ تأیید کرد. تایس مورایس، روزنامه‌نگار تحقیقی پس از مصاحبه گسترده خود با یکی از اعضای سرویس‌های مخفی به نام کاریوکا، سرانجام در ۲۰۰۸ فاش کرد بونرجس دی سوزا ماسا به قتل رسیده و در نزدیکی شهر فورموسا در ایالت گوییاس دفن شده است. در ۲۲ نوامبر ۲۰۱۲، ویکتور مانوئل ماریز، دادستان عمومی ایالت توکانتینس، به ریاست سرهنگ لوسیو ماسیل برای شکایت غیرقانونی دستگیری، شکنجه و قتل بونرجس دی سوزا ماسا شکایت کرد.

## جنبش آزادیبخش خلق
بونرجس دی سوزا ماسا در کوبا، با دیگر برزیلی‌های تبعیدی در کانونی که توسط رژیم فیدل کاسترو برای ایشان تهیه شده و در آن زندگی می‌کردند. دوره‌های آموزش کلاسیک را گذراندند که شامل تمرین لیاقت بدنی و آموزش سیاسی بود. هدف آنها بازگشت به برزیل و رهایی کشورشان از سیطره دیکتاتوری نظامی بود. به این منظور آنها یک سازمان انقلابی مارکسیستی جدید به نام جنبش آزادیبخش خلق تأسیس کردند (MOLIPO).

## منبع عمومی
- Boanerges de Souza Massa article at Portuguese Wikipedia.